# Buitenwater
Buitenwater is volgens de Waterwet water van de grote rivieren van Nederland (Rijn, Maas, IJssel), het IJsselmeer, het Markermeer en de zee. In oudere wetgeving werd dit opperwater genoemd.
Deze wateren kennen zo'n groot debiet dat dit bij extreme situaties (storm, hoge rivierafvoer) niet beheerst kan worden.
Tevens is buitenwater water dat een polder omgeeft. Anders gezegd: al het water dat niet binnen de begrenzing van de polder is en waarop uitgewaterd wordt. Dit kan een boezemwater of een randmeer betreffen.